# 가와바타 가즈야
가와바타 가즈야(일본어: 河端 和哉, 1981년 10월 22일 ~ )는 일본의 전 축구 선수이다.

## 구단 경력
과거 콘사돌레 삿포로, 로아소 구마모토, 기라반츠 기타큐슈, V-파렌 나가사키, FC 류큐에서 활동하였다.